# 아시사와역
아시사와역(일본어: 芦沢駅)은 일본 야마가타현 오바나자와시에 위치한 동일본 여객철도 오우 본선의 철도역이다. 야마가타 선 구간에 포함되어 있으며, 상대식 승강장 2면 2선의 구조를 갖춘 지상역이다.

## 타는 곳
| 1 | ■ 야마가타 선 | (상행) | 무라야마 · 야마가타 방면 |
| 2 | ■ 야마가타 선 | (하행) | 신조 방면                |

## 이용 현황
| 연도   | 1일 평균 |
| ------ | -------- |
| 2000년 | 84       |
| 2001년 | 79       |
| 2002년 | 82       |
| 2003년 | 89       |
| 2004년 | 89       |
| 2005년 | 95       |
| 2006년 | 78       |
| 2007년 | 73       |
| 2008년 | 71       |
| 2009년 | 68       |
| 2010년 | 65       |
| 2011년 | 66       |
| 2012년 | 55       |

## 역 주변
- 모가미강
- 국도 제13호선

## 인접 역
| 동일본 여객철도 오우 본선  | 동일본 여객철도 오우 본선 | 동일본 여객철도 오우 본선 |
| -------------------------- | ------------------------- | ------------------------- |
| 기타오이시다 야마가타 방면 | ■ 야마가타 선             | 후나가타 신조 방면        |